# Fru'n Brew
Fru'n Brew è un album live a nome di Tony Fruscella e Brew Moore, pubblicato dalla Spotlite Records nel 1981. 

## Tracce
Lato A
1. Sometimes I'm Happy – 9:29 (Vincent Youmans, Irving Caesar)
2. Blue Lester – 10:10 (Lester Young)

Durata totale: 19:39
Lato B
1. Hackensack – 10:13 (Thelonious Monk)
2. Imagination – 5:25 (Johnny Burke, Jimmy Van Heusen)
3. Donna – 5:18 (Jackie McLean)

Durata totale: 20:56

## Musicisti
- Tony Fruscella - tromba
- Brew Moore - sassofono tenore
- Bill Triglia - pianoforte
- Teddy Kotick - contrabbasso
- Art Mardigan - batteria